# اوربورگ
اوربورگ (به هلندی: Overberg) یک منطقهٔ مسکونی در هلند است که در اوترختسه هئوفل‌روخ واقع شده‌است. اوربورگ ۱٬۳۸۰ نفر جمعیت دارد.